# Sukhoi Su-7
Sukhoi Su-7 (tên ký hiệu của NATO là Fitter) là một loại máy bay cánh cụp, động cơ phản lực, nó có thể vừa ném bom vừa tiêm kích, đây là một mẫu máy bay được sử dụng ở Liên Xô và các nước đồng minh.

## Phát triển
Mẫu thử nghiệm đầu tiên là một mẫu máy bay tiêm kích chiến thuật cánh xuôi có nhiệm vụ chiếm ưu thế trên không ở chiến trường (frontovoi istrebitel, фронтовой истребитель), có tên gọi là S-1 'Strela', đã bay thử lần đầu tiên vào 7 tháng 9-1955 do phi công thử nghiệm A. G. Kochetkov điều khiển. Nguyên mẫu này đã lập một kỷ lục tốc độ ở Liên Xô, khi nó đạt tốc độ 2170 km/h (1.170 knot, 1.350 mph, Mach 2,04) vào tháng 4-1956. Nó được thế giới biết đến vào Ngày hàng không Tushino năm 1956. Cánh của nó được thiết kế bởi TsAGI trong suốt chiến tranh Triều Tiên, phòng hàng không học Xô Viết - TsAGI. Đó là loại cánh cụp góc 62°, cánh đuôi truyền thống, và để phân biệt các thiết kế của Sukhoi thì nó có kiểu cánh sau - những phanh hơi đặc biệt so với các mẫu máy bay khác.. Thân máy bay lớn, diện tích thân máy bay chủ yếu được làm xung quanh kích thước của động cơ phản lực Lyulka AL-7 có công suất 88 kN (19.800 lbf) khi đốt nhiên liệu lần 2. Do kích thước của nó, thể tích bên trong chứa nhiên liệu và hệ thống điện tử bị hạn chế rất nhiều. Động cơ lấy không khí từ một đầu vào ở mũi, đầu mũi cũng chứa radar cự ly SRD-5M ('High Fix').
Nguyên mẫu thứ hai có tên gọi là S-2, có hình dáng khí động học đã được sửa đổi cải tiến. Các chuyến bay thử nghiệm đã trở nên phức tạp khi máy bay trang bị động cơ không đáng tin cậy và mẫu thử nghiệm S-1 đã bị rơi vào ngày 23 tháng 11-1956, giết chết phi công I. N. Sokolov.
Su-7 có tên ký hiệu của NATO là 'Fitter-A', được dự định đặt cho một máy bay tiêm kích chống lại các máy bay tiêm kích như F-100 Super Sabre và F-101 Voodoo., được phục vụ trong Không quân Hoa Kỳ. Su-7 được trang bị 2 pháo 30 mm Nudelman-Rikhter NR-30 trong cánh, với 70 viên đạn mỗi súng. Người ta cũng dự định trang bị tên lửa không điều khiển cho Su-7, và đã có 1 điểm treo được đặt dưới thân, nhưng nó đã nhanh chóng bị hủy bỏ. Su-7 bắt đầu hoạt động trong các đơn vị vào năm 1958, nhưng vào năm 1959 người ta đã quyết định sử dụng MiG-21 như một máy bay tiêm kích cơ bản của Liên Xô, và việc sản xuất máy bay tiêm kích Su-7 đã bị dừng lại sau khi 200 chiếc đã được chế tạo. Với Su-7B, 'Fitter' nhanh chóng tìm thấy một vai trò khác là một máy bay chiến đấu/ném bom tấn công mặt đất, bắt đầu được triển khai đến các đơn vị vào năm 1961. Trong trang bị, nó có thể mang vũ khí hạt nhân chiến thuật.
Những khả năng không chiến của Su-7 bị hạn chế. Với sức chứa nhiên liệu là 2.940 l (647 imp gal), bán kính hoạt động của nó thậm chí với các thùng nhiên liệu phụ, rất hạn chế chỉ khoảng 300 km (200 dặm), và tầm hoạt động của nó gần như không hữu ích chút nào. Tốc độ cất cánh và hạ cánh rất cao, yêu cầu những đường băng dài. Những chiếc Su-7BKL có sự chuẩn bị cho JATO (hệ thống phóng phụ bằng tên lửa), nhưng nó chỉ làm cho công việc phức tạp thêm, vì vậy hệ thống phóng phụ ít được sử dụng. Một vấn đề bổ sung với những mô hình đầu tiên là khả năng đốt nhiên liệu lần 2 chỉ giữ được 6 đến 7 giây, và nó là một sự bất lợi trong không chiến.

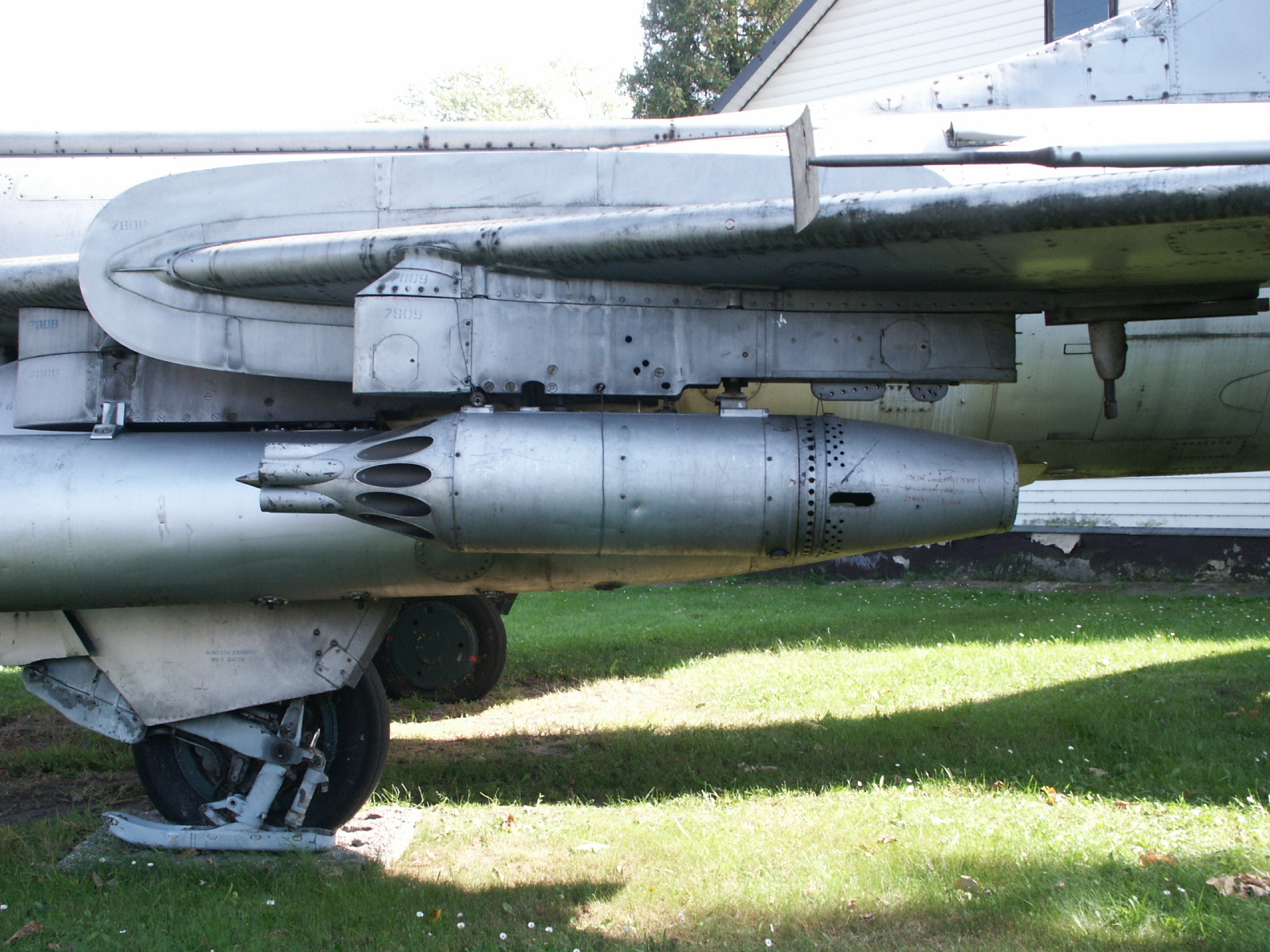
Chi tiết động cơ tiếp đất Su-7BKL và bệ phóng tên lửa UB-16 57mm

Nhưng 'Fitter' có hệ thống bay dễ dàng điều khiển. Những thao tác lái của nó nổi tiếng là nặng, nhưng nó có thể khoan dung và đoán trước được. Động cơ luôn cần nhiên liệu để cung cấp cho máy bay tốc độ bay lên và tốc độ thấp. Hơn nữa, toàn bộ máy bay khá bền và khỏe, dễ dàng hoạt động và giá vận hành rẻ (ngoại trừ việc tiêu thụ nhiên liệu). Dù với những hạn chế đó, nó vẫn được nhiều phi công ưa thích.

## Lịch sử hoạt động
Su-7 đã tham chiến trong Chiến tranh Sáu ngày 1967, Chiến tranh Tiêu hao năm 1973, và các cuộc xung đột giữa Ấn Độ và Pakistan. Mặc dù được sử dụng phần lớn trong vai trò tấn công mặt đất, nhưng một chiếc Su-7 của Không quân Ấn Độ đã bắn hạ một chiếc Shenyang J-6 (phiên bản MiG-19 được Trung Quốc sản xuất) của Pakistan vào năm 1971.
Những hạn chế của Su-7, đặc biệt trong quãng đường cất cánh, đã dẫn đến Liên Xô phát triển loại Su-17 cánh cụp cánh xòe, nhưng Su-7 vẫn còn hoạt động đến khi nghỉ hưu vào những năm 1980. Nó được xuất khẩu đến nhiều quốc gia.
Tổng cộng có 1.847 chiếc Su-7 và các biến thể được chế tạo, trong đó có 691 chiếc được xuất khẩu.

## Biến thể
Phiên bản sản xuất đầu tiên là máy bay tiêm kích Su-7. Sau đó mục đích sử dụng thay đổi đã biến Su-7 thành máy bay tiêm kích/ném bom, việc sản xuất đã chuyển sang sản xuất Su-7B. Trong vai trò này nó mang bom và tên lửa không điều khiển trên 2 giá treo ở cánh, mỗi cánh mang được 500 kg (1.100 lb) (sau này tăng lên 750 kg (1.660 lb)). Với những thùng chứa nhiên liệu, nó mang được tối đa là 1.000 kg (2.200 lb). Phiên bản tấn công của Su-7 được gọi tên là S-22.
Su-7B được loại bỏ khỏi danh sách sản xuất vào năm 1963 bởi Su-7BM, với một động cơ AL-7F1-150 mạnh hơn có lực đẩy 10.000 kgf (98 kN, 22.000 lbf) ("BM" có nghĩa là máy bay ném bom - sửa đổi ở Nga). Trong quá trình phục vụ, đây là phiên bản đầu tiên mang được vũ khí hạt nhân chiến thuật. Vào năm 1965 được thay thế bởi loại Su-7BKL (KL có nghĩa là "kolyesa i lyzhi" - bánh lốp và phanh), nó có hệ thống phóng phụ JATO tên gọi là SPRD-110 cung cấp lực đẩy 29.4 kN (13.300 lbf), nó cũng được trang bị động cơ mới loại AL-7F1-250. Từ năm 1969, Su-7 được thêm 2 giá treo vũ khí nữa ở dưới cánh, mang thêm 250 kg (552 lb) vũ khí. Su-7BKL được sản xuất nhiều nhất, khoảng 500 chiếc được chế tạo vào năm 1971. Phiên bản xuất khẩu, dựa trên Su-7BM với vài cải tiến khác, được gọi là Su-7BMK, được sản xuất từ năm 1965 cho các nước không thuộc khối hiệp ước Warszawa.
Một phiên bản 2 chỗ huấn luyện cũng được chế tạo, Su-7U (NATO 'Moujik'), và một phiên bản xuất khẩu là Su-7UMK. 2 ghế ngồi đã loại bỏ thùng nhiên liệu phụ trong thân, giảm bớt khả năng chứa nhiên liệu 200 kg (440 lb), nhưng nó lại có khả năng chiến đấu. Tầm nhìn từ ghế sau bị hạn chế.
Một phiên bản mẫu thử nghiệm cánh cụp cánh xòe, Su-7IG năm 1966, đã trở thành cơ sở để phát triển Su-17 sau này.
Su-7
Phiên bản sản xuất đầu tiên, máy bay tiêm kích chiếm ưu thế trên không chiến thuật, có tên gọi trong nhà máy là S-2. Sản xuất 1957-1960, có 132 chiếc được chế tạo. Tiếp tục hoạt động cho đên năm 1965.
Su-7B
Phiên bản cường kích, tên gọi trong nhà máy là S-22. Sản xuất 1960-1962.
Su-7BM
Nâng cấp động cơ AL-7F-1, hệ thống nhiên liệu, mang được thùng nhiên liệu phụ, có khả năng mang vũ khí hạt nhân chiến thuật. Sản xuất 1963-1965.
Su-7BKL
Biến thể lắp thêm má phanh ở bên cạnh của bánh đáp chính, trang bị thêm hai động cơ tên lửa SPRD-110 JATO cung cấp thêm 29.4 kN (13,300 lbf) lực đẩy, và hai dù phanh. Giới thiệu năm 1965, tên gọi của nhà máy là S-22KL. Sản xuất 1965-1972.
Su-7BMK
Phiên bản xuất khẩu của Su-7BM. Sản xuất trong giai đoạn 1967-1971.
Su-7U (tên ký hiệu của NATOMoujik)
Phiên bản huấn luyện hai chỗ giảm khả năng chứa nhiên liệu. Bay lần đầu vào ngày 25 tháng 10-1965. Được sản xuất trong giai đoạn 1966-1972 song song cùng với phiên bản xuất khẩu là Su-7UMK.
Su-7UM
Phiên bản huấn luyện hai chỗ của Su-7BM.
Su-7UMK
Phiên bản huấn luyện hai chỗ của Su-7BMK.
Su-7IG
Mẫu máy bay thử nghiệm cánh cụp cánh xòe, sau này trở thành Sukhoi Su-17.
100LDU Control Configured Vehicle
1 chiếc Su-7U sửa đổi, trang bị cánh mũi và hệ thống tăng độ ổn định theo chiều dọc. Nó được thiết kế như một mẫu thử nghiệm mặt đất cho hệ thống fly-by-wire trang bị trên Sukhoi T-4. Nó được sử dụng lần cuối vào khoảng năm 1973-1974 trong khi phát triển một hệ thống fly-by-wire cho Su-27.

## Các nước sử dụng Su-7
Afghanistan

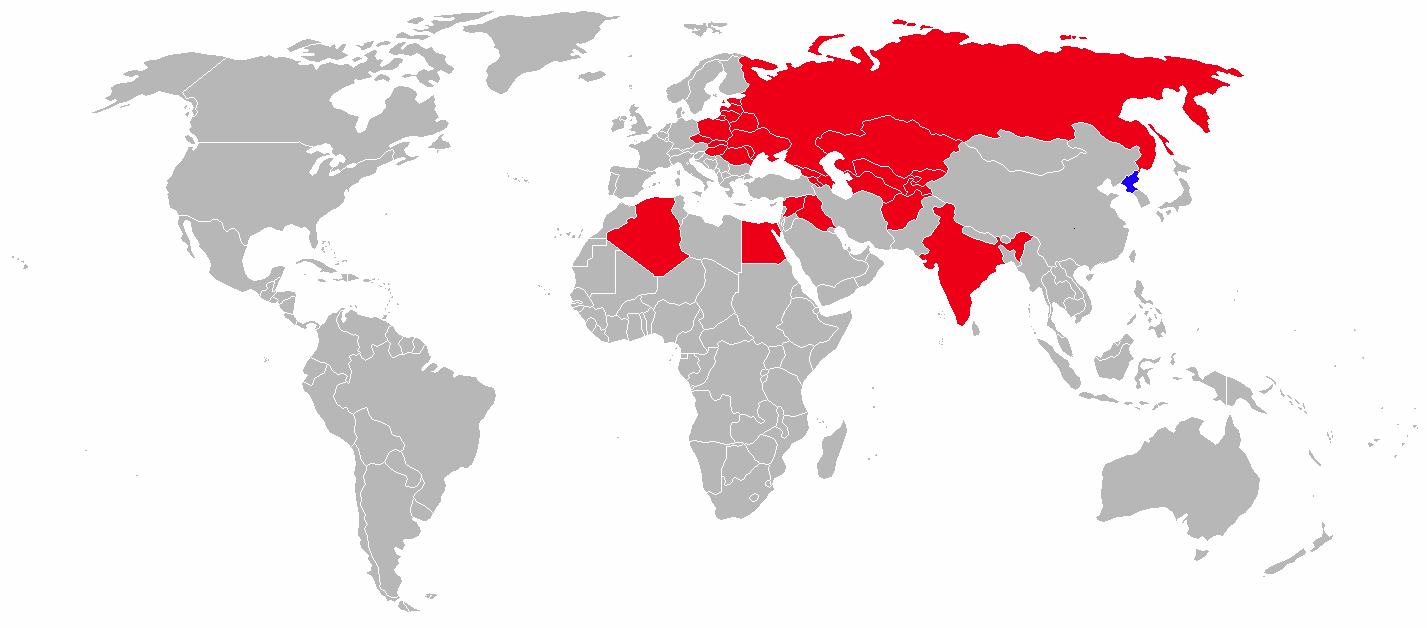
Bản đồ các nước sử dụng Su-7

- 46, gồm 16 chiếc huấn luyện Su-7U, trang bị trong Không quân Afghan từ năm 1972.

 Algérie
- Không quân Algeria.

 Bangladesh
- Không quân Bangladesh.

 Tiệp Khắc
- Không quân Séc sử dụng 60 chiếc.

 Hungary
- Không quân Hungary.

 Ai Cập
- Không quân Ai Cập

 Ấn Độ
- 160 chiếc được trang bị cho Không quân Ấn Độ.

 Iraq
- Không quân Iraq.

 CHDCND Triều Tiên
- 18 chiếc được trang bị cho Không quân Bắc Triều Tiên.

 Ba Lan
- 46 được trang bị trong Không quân Ba Lan.

 Liên Xô
- Không quân Xô viết

 Cộng hòa Dân chủ Nhân dân Yemen
 Syria
- Không quân Syria

## Thông số kỹ thuật (Su-7BKL)
Dữ liệu từ Green, Sukhoi

### Đặc điểm riêng
- Phi đoàn: 1
- Chiều dài: 17.38 m (57 ft 0 in)
- Sải cánh: 9.313 m (30 ft 7 in)
- Chiều cao: 4.8 m (15 ft 9 in)
- Diện tích cánh: 27.6 m² (297 ft²)
- Trọng lượng rỗng: 8.360 kg (18.430 lb)
- Trọng lượng cất cánh: 12.000 kg (26.500 lb)
- Trọng lượng cất cánh tối đa: 13.500 kg (29.800 lb)
- Động cơ: 1× Lyulka AL-7F-I công suất 68.6 kN (15.100 lbf), 98.1 kN (22.000 lbf) với nhiên liệu phụ trội

### Hiệu suất bay
- Vận tốc cực đại: 1,150 km/h (620 kn, 715 mph, Mach 0.94) trên biển; 2150 km/h (1,160 kn, 1,335 mph) trên độ cao lớn
- Tầm bay: 1,650 km (890 NM, 1,025 mi)
- Trần bay: 17600 m (57,740 ft)
- Tốc độ lên cao: 160 m/s (31,500 ft/min)
- Lực nâng của cánh: 434.8 kg/m² (89.05 lb/ft²)
- Lực đẩy/trọng lượng: 0.71

### Vũ khí
- 2x pháo 30 mm NR-30 (70 viên đạn cho mỗi khẩu)
- 2 hoặc 4 giá treo dưới cánh, 2 dưới than mang được 2.000 kg (4.400 lb), gồm bom thương loại FAB-250 (550 lb) và FAB-500 (1.100 lb), tên lửa S-24, và tên lửa S-5 UB-16-57U 57 mm. Có thể mang vũ khí hạt nhân chiến thuật, tại điểm treo vũ khí dưới thân bên trái.

## Nội dung liên quan

### Máy bay có cùng sự phát triển
- Su-17/Su-20/Su-22

### Máy bay có tính năng tương đương
- A-7 Corsair II
- Hawker Hunter
- Nanchang Q-5
- F-105 Thunderchief
- HAL HF-24 Marut